# Frontenbewegung

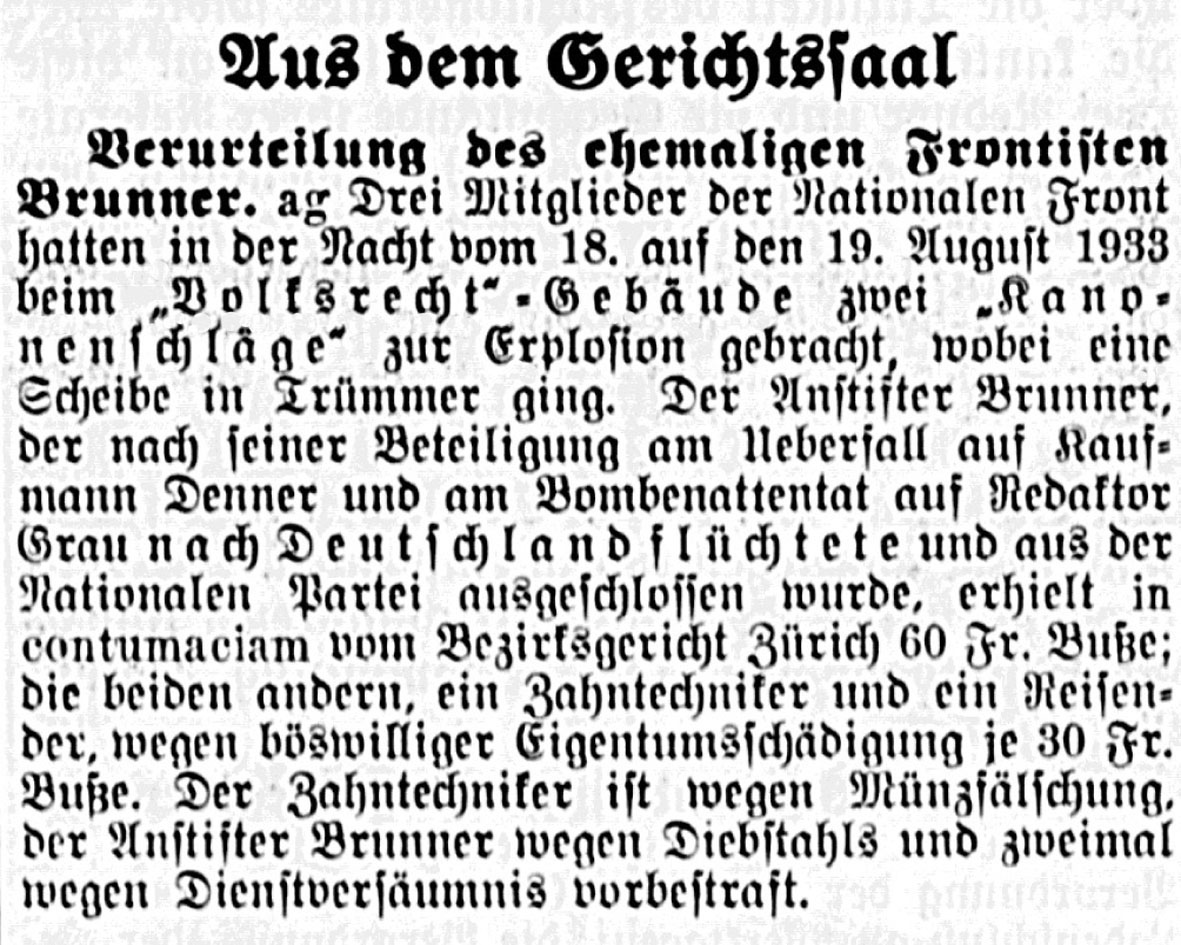
Artikel über Gerichtsprozess (1934)

Die Frontenbewegung (auch Frontismus, Frontisten, Fröntler) war die Parallelbewegung der Schweiz zum Nationalsozialismus im Deutschen Reich und zum Faschismus in Italien. Seit 1930 verstärkten sich in der Eidgenossenschaft Tendenzen, die eine Erneuerung des Landes auf völkischer Grundlage forderten. Liberale und individuelle Rechte sollten zugunsten einer stärkeren Betonung des Gemeinschaftsgedankens eingeschränkt werden. Insgesamt blieb die Frontenbewegung – im Gegensatz zum deutschen Nationalsozialismus oder dem italienischen Faschismus – aber immer nur eine Randerscheinung. Einflussreichste Gruppe innerhalb der zersplitterten und sehr vielfältigen Frontenbewegung war die am italienischen Faschismus angelehnte Nationale Front. Der Name «Frontenbewegung» rührt daher, dass die meisten dieser Gruppen das Wort Front im Namen führten. Die Frontenbewegung kannte mit «Harus!» einen eigenen Führergruss.

## Geschichte
1919 bildeten sich infolge des Landesstreiks in der Schweiz antikommunistische und antisozialistische Bürgerwehren. Diese Bürgerwehren waren Vorläufer der späteren Frontenorganisationen. 1925 wurde in Zürich die nationalkonservative und antisemitische Heimatwehr gegründet. Als am 30. Januar 1933 Adolf Hitler zum deutschen Reichskanzler ernannt wurde, führte dies in der Schweiz zum so genannten Frontenfrühling. 1933 gelang es den Frontisten, bei der Ständerats-Ersatzwahl in Schaffhausen einen Wähleranteil von 27 % zu erreichen. Im gleichen Jahr gewannen sie 10 von 125 Gemeinderatssitzen in Zürich. Im November 1933 gewannen die Frontisten bei den Grossratswahlen in Genf 9 % der Stimmen.
Im Januar 1934 führte eine Gruppe von Frontisten einen Bombenanschlag auf die Wohnung eines Mitarbeiters der Zürcher Tageszeitung Volksrecht durch. Im November desselben Jahres kam es in Zürich zu mehreren frontistischen Demonstrationen gegen das Kabarett Pfeffermühle und das Schauspielhaus Zürich. Bei den Nationalratswahlen 1935 gewannen die Fronten je einen Sitz in Zürich und Genf. Im gleichen Jahr scheiterte die von den Fronten lancierte Initiative, eine Totalrevision der Bundesverfassung durchzusetzen (Fronteninitiative).
Im Mai 1935 wurde der Schaffhauser Stadtpräsident Walther Bringolf von einer Gruppe Frontisten während einer Veranstaltung massiv am Reden gestört. Nach der Veranstaltung kam es zu einer Massenschlägerei mit Sozialisten. 1937 machten die Fronten vergeblich den Vorstoss, die Freimaurerlogen zu verbieten. Im Juli 1940 kam nach der Niederlage Frankreichs die Hoffnung nach einem 2. Frontenfrühling auf, und Bundespräsident Marcel Pilet-Golaz empfing die Frontisten Ernst Hofmann und Max Leo Keller zu einem offiziellen Gespräch. Am 15. November 1940 kam es zur Eingabe der Zweihundert. Daraufhin verbot der Bundesrat am 19. November 1940 die Nationale Bewegung der Schweiz (NBS). 1943 verschwand die letzte Frontenorganisation aus der Öffentlichkeit.
Daneben existierten in der Schweiz Ableger des deutschen Nationalsozialismus, so gab es 36 Ortsgruppen der NSDAP und neben einer «Hitlerjugend Zürich» den «Bund Deutscher Mädel». Ab 1931 war die Ortsgruppe Zürich der NSDAP aktiv, ab 1932 wurden die Ortsgruppen zur Landesgruppe zusammengefasst. 1933–1935 wurde in Horgen die Zeitung "Der Reichsdeutsche in der Schweiz" gedruckt, 1936–1938 in Bern das "Nachrichtenblatt der deutschen Kolonie in der Schweiz" sowie 1938–1945 in Essen die "Deutsche Zeitung in der Schweiz". Nach der Gustloff-Affäre wurden die zentralen Leitungsorgane der NSDAP in der Schweiz durch den Bundesrat am 18. Februar 1936 aufgelöst, jedoch nahm ab diesem Zeitpunkt Sigismund von Bibra die Landesleitung wahr und agierte als Gesandtschaftsrat unter dem Schutz der diplomatischen Immunität.

## Ideologie

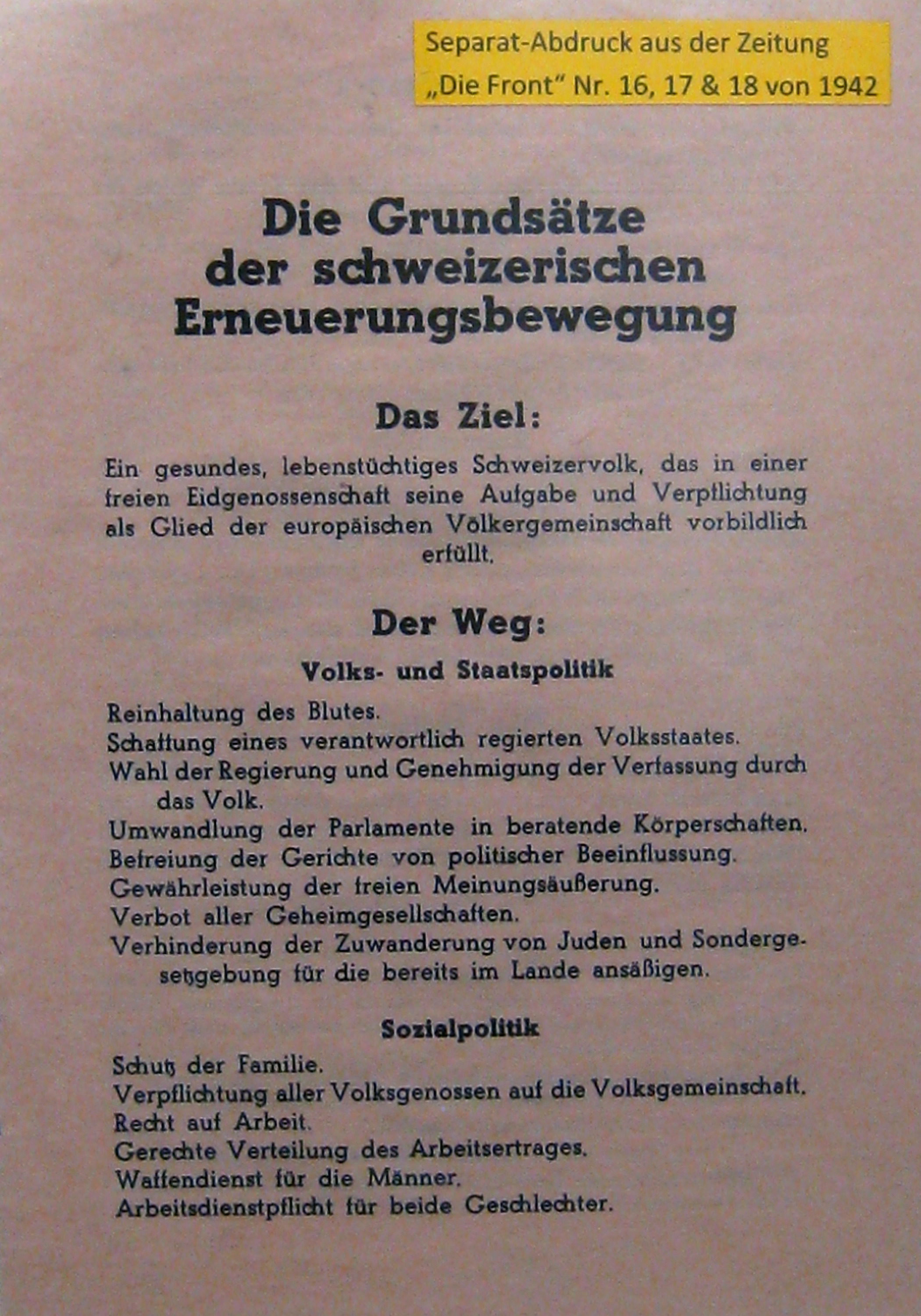
Flugblatt der Bewegung (1942)

Allgemein waren die frontistischen Gruppierungen nationalistisch, völkisch, antikommunistisch, antiliberal und meist auch antisemitisch eingestellt.
Dem Kommunismus sollte durch den Zusammenschluss der Nation unter einer starken Führung der Boden entzogen werden. Teile der rechtsbürgerlichen und katholisch-konservativen Schweiz sahen in den Fronten, auf Grund ihrer antibolschewistischen und antiliberalen Haltung, einen Helfer bei der Bekämpfung von kommunistischen Aktivitäten und des Liberalismus in der Schweiz.
Die helvetische Demokratie sollte eingeschränkt und durch einen autoritären Einheitsstaat und die Marktwirtschaft durch eine korporative Ordnung ersetzt werden.

## Propagandamittel
Zeitungen und Zeitschriften:
- Das neue Volk (Herausgeber: Katholische Front / Front der militanten Katholiken)
- Der Angriff
- Der Eidgenosse (Nationalsozialistische Eidgenössische Arbeiterpartei)
- Der Eiserne Besen (Herausgeber 1931–1933: Nationale Front)
- Die Front (Herausgeber 1933–1943: Nationale Front)
- Eidgenössische Korrespondenz
- Grenzbote
- Informationen des NSSB
- Internationale Presseagentur (IPA)
- Landbote
- Nationale Hefte
- Neue Schweiz (Herausgeber 1933–1935: Neue Schweiz)
- Schweizer Banner (Herausgeber: Bund treuer Eidgenossen nationalsozialistischer Weltanschauung)
- Schweizer Faschist / Fasciste Suisse / Fascista Svizzero (Herausgeber 1933–1935: Schweizerische Faschistische Bewegung)
- Schweizerdegen (Herausgeber: Bund treuer Eidgenossen nationalsozialistischer Weltanschauung)
- Schweizervolk
- Zeitung Volksbund

Es kam auch, gemäss Vorbildern aus dem Ausland, zu Massenaufmärschen mit Fahnen und Uniformen, Strassenschlachten und verschiedensten Formen der Einschüchterung von politischen Gegnern.

## Offizieller Umgang mit den Fronten
Wie den Einzelbeiträgen zu entnehmen ist, haben Bundesrat und Kantonsregierungen einige der Organisationen (resp. Sektionen davon) verboten. Erleichtert wurde dies dadurch, dass die Verbote in Nazi-Deutschland nur gedämpftes Missfallen erregten. Der Grund hierfür: Man hatte beim Nachbarn nicht sehr viel übrig für die extrem zersplitterten Schweizer Fröntler, denen aufgrund ihrer parteipolitischen Schwäche auf Dauer keine Chancen für eine Machtergreifung eingeräumt wurden.

## Frontenorganisationen
- Bund der Schweizer in Grossdeutschland (BSG) 1940–1945
- Bund für Volk und Heimat (BVH) 1933–1936
- Bund Nationalistischer Schweizerstudenten (Nachfolgeorganisation der Nationalen Bewegung der Schweiz)
- Bund Nationalsozialistischer Eidgenossen (BNSE) –1935
- Bund treuer Eidgenossen nationalsozialistischer Weltanschauung (BTE) 1938–1940
- Eidgenössische Aktion 1931–1939
- Eidgenössische Arbeiter- und Bauernpartei (EABP) (Nachfolgeorganisation der Nationalen Bewegung der Schweiz)
- Eidgenössische Sammlung (Nachfolgeorganisation der Nationalen Bewegung der Schweiz)
- Eidgenössische Soziale Arbeiterpartei (ESAP) 1936–1940
- Eidgenössische Soziale Volksbewegung 1934–1938 (Splittergruppe, die 1938 mit der Eidgenössischen Sozialen Arbeiterpartei zusammenging)
- Heimatwehr 1925–1946
- Helvetische Aktion (HV) 1934
- Jungbauernbewegung 1930–1947
- Kampfbund Speer (Nachfolgeorganisation der Nationalen Bewegung der Schweiz)
- Katholische Front / Front der militanten Katholiken 1933–1938
- Lega nazionale ticinese 1933–1938 (Anführer: Alfonso Riva)
- Ligue vaudoise 1933–heute
- National-Bernischer Sportverein (NBS) (Nachfolgeorganisation der Nationalen Bewegung der Schweiz)
- Nationaldemokratischer Schweizerbund 1935–1943
- Nationale Bewegung der Schweiz (NBS) 1940–1941
- Nationale Erneuerung
- Nationale Front 1933–1940
- Nationale Gemeinschaft Schaffhausen 1940–1943
- Nationalsozialistische Eidgenössische Arbeiterpartei (NSEAP) oder Bund Nationalsozialistischer Eidgenossen (BNSE) 1931–1935
- Nationalsozialistische Schweizerische Arbeiterpartei (NSSAP) 1935–1938
- Nationalsozialistischer Schweizerbund (NSSB) 1941
- Neue Front 1930–1933 (Nachfolgeorganisation: Nationale Front 1933–1940)
- Neue Schweiz 1933–1936
- Schweizerische Faschistische Bewegung (SFB) 1933–1936
- Schweizerische Gesellschaft der Freunde einer autoritären Demokratie (SGAD) 1938–1940
- Schweizerische Sportschulen (SS) 1941 (Nachfolgeorganisation der Nationalen Bewegung der Schweiz)
- Schweizerischer Vaterländischer Verband (SVV) 1919–1948
- Soziale Volkspartei (SVP) 1941 (Nachfolgeorganisation der Nationalen Bewegung der Schweiz)
- Union nationale 1932–1939
- Volksbund 1933–1935 (Nachfolgeorganisation: Nationalsozialistische Schweizerische Arbeiterpartei [NSSAP] 1935–1938)
- Volksbund für die Unabhängigkeit der Schweiz 1921–Ende 1950er Jahre

## Schweizer in NS-Diensten
Es gab ca. 150 exilierte Schweizer, die der SS angehörten, die bekanntesten davon wohl der Luzerner Obersturmbannführer (Oberstleutnant) Franz Riedweg und Benno Schaeppi.